# Komety odkryte przez Polaków

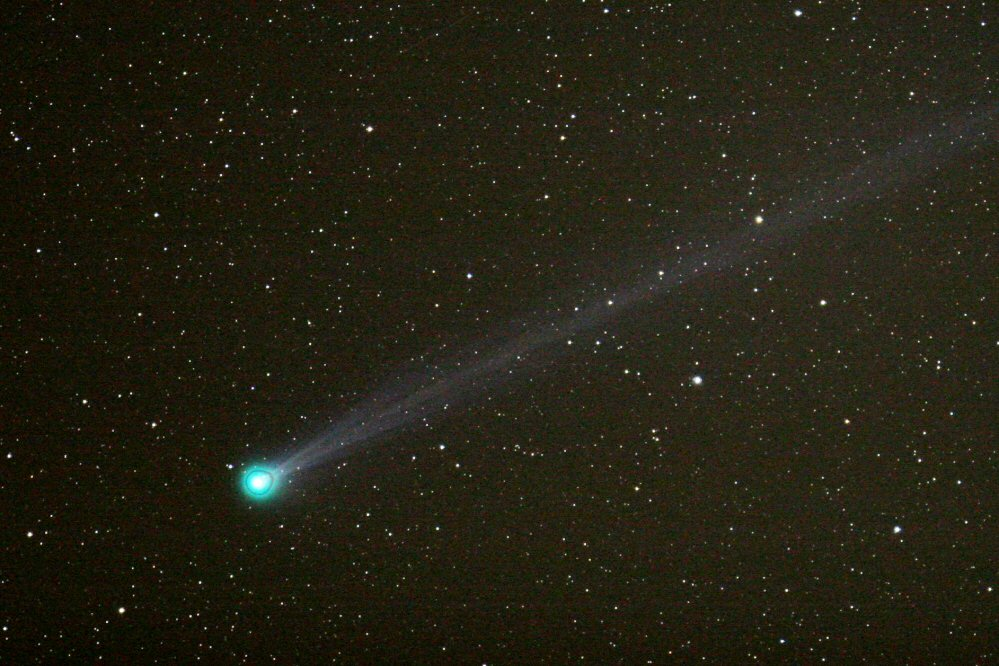
Kometa C/2006 A1 (Pojmanski)

Lista komet odkrytych przez Polaków.

## Komety odkryte przez Polaków które zostały nazwane nazwiskiem odkrywcy
- C/1925 G1 (Orkisz) – odkryta przez Lucjana Orkisza
- C/1925 V1 (Wilk-Peltier) – odkryta przez Antoniego Wilka
- C/1929 Y1 (Wilk) – jw.
- C/1930 F1 (Wilk) – jw.
- P/1937 D1 (Wilk) – jw.
- C/1936 O1 (Kaho-Kozik-Lis) – współodkryta przez Władysława Lisa w Stacji Obserwacyjnej na Lubomirze
- C/1966 T1 (Rudnicki) – odkryta przez prof. Konrada Rudnickiego
- C/2004 R2 (ASAS) – odkryta przez dr Grzegorza Pojmańskiego
- C/2006 A1 (Pojmanski) – jw.
- P/2014 C1 (TOTAS) – odkryta przez Rafała Reszelewskiego
- C/2015 F2 (Polonia) – odkryta przez Marcina Gędka, Michała Kusiaka, Rafała Reszelewskiego i Michała Żołnowskiego
- P/2015 F5 (SWAN-Xingming) – współodkryta przez Szymona Liwo, na zdjęciach z aparatu SOHO-SWAN
- C/2020 H3 (Wierzchoś) – odkryta przez Kacpra Wierzchosia[1]
- P/2021 R4 (Wierzchoś) – jw.[2]
- P/2021 U1 (Wierzchoś) – jw.[3]
- P/2022 B1 (Wierzchoś) – jw.[4]
- C/2023 V4 (Camarasa-Duszanowicz)[5]
- C/2024 E1 (Wierzchoś) – odkryta przez Kacpra Wierzchosia[6]

## Odkryte na zdjęciach pochodzących z orbitalnego obserwatorium słonecznegoSOHO
– przez Arkadiusza Kubczaka:
- C/2006 P2 (SOHO-1180) 2006-08-02 z grupy Kreutza
- C/2006 P3 (SOHO-1181) 2006-08-03 z grupy Kreutza
- C/2006 P7 (SOHO-1185) 2006-08-04 z grupy Kreutza – tysięczna kometa grupy Kreutza odkryta na SOHO[7]
- C/2007 D5 (SOHO-1273) 2007-02-19 z grupy Kreutza
- C/2007 L13 (SOHO-1329) 2007-06-16 z grupy Kreutza II
- C/2007 Q4 (SOHO-1346) 2007-08-18 z grupy Kreutza
- C/2007 R10 (SOHO-1356) 2007-09-15 z grupy Meyera
- C/2007 T12 (SOHO-1371) 2007-10-13 z grupy Kreutza
- C/2007 U6 (SOHO-1377) 2007-10-24 z grupy Kreutza
- C/2007 V4 (SOHO-1386) 2007-11-02 z grupy Kreutza
- C/2007 Y5 (SOHO-1423) 2007-12-22 z grupy Kreutza II[8]
- C/2008 B2 (SOHO-1431) 2008-01-27 z grupy Kreutza
- C/2008 C5 (SOHO-1436) 2008-02-05 z grupy Kreutza
- C/2008 N5 (SOHO-1506) 2008-07-04 z grupy Kreutza
- C/2008 W3 (SOHO-1566) 2008-11-23 z grupy Kreutza
- C/2008 Y13 (SOHO-1595) 2008-12-28 z grupy Kreutza[9]
- C/2009 A7 (SOHO-1602) 2009-01-04 z grupy Kreutza
- C/2009 G4 (SOHO-1627) 2009-04-04 z grupy Kreutza
- C/2009 G7 (SOHO-1630) 2009-04-13 z grupy Kreutza[10]
- C/2010 (SOHO-1792) 2010-01-12 z grupy Kreutza
- C/2010 (SOHO-1844) 2010-05-05 z grupy Kreutza[11]

– przez Michała Kusiaka:
- C/2007 W10 (SOHO-1402) 2007-11-24 z grupy Kreutza
- C/2007 X6 (SOHO-1411) 2007-12-10 z grupy Kreutza[8]
- C/2008 G4 (SOHO-1452) 2008-04-09 z grupy Kreutza
- C/2008 H8 (SOHO-1461) 2008-04-30 z grupy Kreutza
- C/2008 J9 (SOHO-1464) 2008-05-05 z grupy Kreutza
- C/2008 K1 (SOHO-1473) 2008-05-17 z grupy Kreutza
- C/2008 K2 (SOHO-1474) 2008-05-17 z grupy Kreutza
- C/2008 K3 (SOHO-1475) 2008-05-18 z grupy Kreutza II
- C/2008 K5 (SOHO-1477) 2008-05-23 z grupy Kreutza
- C/2008 L4 (SOHO-1484) 2008-06-02 z grupy Kreutza II
- C/2008 L11 (SOHO-1491) 2008-06-12 z grupy Meyera
- C/2008 L12 (SOHO-1492) 2008-06-13 z grupy Kreutza
- C/2008 L13 (SOHO-1493) 2008-06-13 z grupy Kreutza
- C/2008 M1 (SOHO-1496) 2008-06-21 z grupy Kreutza
- C/2008 M2 (SOHO-1497) 2008-06-22 z grupy Kreutza
- C/2008 M4 (SOHO-1499) 2008-06-25 z grupy Kreutza
- C/2008 O4 (SOHO-1516) 2008-07-25 NON-GROUP – nie należy do żadnej ze znanych grup komet SOHO
- C/2008 P3 (SOHO-1519) 2008-08-06 z grupy Kreutza
- C/2008 P4 (SOHO-1520) 2008-08-08 z grupy Kreutza
- C/2008 S6 (SOHO-1534) 2008-09-28 z grupy Kreutza
- C/2008 S8 (SOHO-1536) 2008-09-30 z grupy Kreutza
- C/2008 T9 (SOHO-1540) 2008-10-05 z grupy Kreutza
- C/2008 U6 (SOHO-1548) 2008-10-18 z grupy Meyera
- C/2008 Y8 (SOHO-1590) 2008-12-21 z grupy Kreutza
- C/2008 Y9 (SOHO-1591) 2008-12-21 z grupy Kreutza
- C/2008 Y18 (SOHO-1606) 2008-12-25 z grupy Kreutza[9]
- C/2009 D5 (SOHO-1614) 2009-02-22 z grupy Kreutza
- C/2009 E2 (SOHO-1618) 2009-03-01 z grupy Kreutza
- C/2009 H3 (SOHO-1632) 2009-04-18 z grupy Kreutza
- C/2009 H4 (SOHO-1633) 2009-04-19 z grupy Kreutza
- C/2009 J2 (SOHO-1640) 2009-05-03 z grupy Kreutza
- C/2009 J8 (SOHO-1646) 2009-05-08 z grupy Kreutza
- C/2009 J9 (SOHO-1647) 2009-05-09 z grupy Kreutza
- C/2009 K8 (SOHO-1653) 2009-05-24 z grupy Kreutza
- C/2009 K12 (SOHO-1657) 2009-05-30 z grupy Kreutza
- C/2009 L11 (SOHO-1667) 2009-06-07 z grupy Kreutza
- C/2009 L16 (SOHO-1673) 2009-06-14 z grupy Kreutza
- C/2009 M2 (SOHO-1676) 2009-06-22 z grupy Kreutza
- C/2009 N2 (SOHO-1684) 2009-07-04 z grupy Kreutza
- C/2009 P3 (SOHO-1687) 2009-08-01 z grupy Kreutza
- C/2009 Q7 (SOHO-1691) 2009-08-24 z grupy Kreutza
- C/2002 B4 (SOHO-1730) 2002-01-19 z grupy Kreutza (a)
- C/2001 W5 (SOHO-1729) 2001-11-22 z grupy Kreutza (a)
- C/2009 S6 (SOHO-1697) 2009-09-23 z grupy Kreutza
- C/2009 S8 (SOHO-1699) 2009-09-26 z grupy Kreutza
- C/2009 T6 (SOHO-1706) 2009-10-07 z grupy Kreutza
- C/2009 T7 (SOHO-1707) 2009-10-08 z grupy Kreutza
- C/2009 U12 (SOHO-1719) 2009-10-25 z grupy Kreutza
- C/2009 W7 (SOHO-1738) 2009-11-22 z grupy Kreutza
- C/2009 W9 (SOHO-1740) 2009-11-25 z grupy Kreutza
- C/2009 W10 (SOHO-1741) 2009-11-26 z grupy Kreutza
- C/2009 W11 (SOHO-1742) 2009-11-27 z grupy Kreutza
- C/2009 X15 (SOHO-1762) 2009-12-13 z grupy Kreutza[10]
- C/1999 D2 (SOHO-1775) 1999-02-27 z grupy Kreutza (a)
- C/1999 D3 (SOHO-1776) 1999-02-28 z grupy Kreutza (a)
- C/1997 C2 (SOHO-1724) 1997-02-03 z grupy Kreutza (a)
- C/2010 C7 (SOHO-1805) 2010-02-15 NON-GROUP – nie należy do żadnej ze znanych grup komet SOHO
- C/2010 D7 (SOHO-1809) 2010-02-21 z grupy Kreutza
- C/2010 F8 (SOHO-1821) 2010-03-21 z grupy Meyera
- C/2010 F9 (SOHO-1822) 2010-03-24 z grupy Kreutza
- C/2010 F10 (SOHO-1823) 2010-03-25 z grupy Kreutza
- C/2010 G5 (SOHO-1826) 2010-04-15 z grupy Meyera
- C/2010 G6 (SOHO-1827) 2010-04-15 z grupy Kreutza
- C/2010 H7 (SOHO-1838) 2010-04-23 z grupy Kreutza
- C/2010 H12 (SOHO-1865) 2010-04-23 z grupy Kreutza
- C/2010 J8 (SOHO-1845) 2010-05-08 z grupy Kreutza
- C/2010 J10 (SOHO-1847) 2010-05-11 z grupy Kreutza
- C/2010 J15 (SOHO-1852) 2010-05-12 z grupy Kreutza
- C/2010 K4 (SOHO-1855) 2010-05-18 z grupy Kreutza
- C/2010 K6 (SOHO-1857) 2010-05-22 z grupy Kreutza
- C/2010 K8 (SOHO-1859) 2010-05-26 z grupy Kreutza
- C/2010 K10 (SOHO-1861) 2010-05-30 z grupy Kreutza
- C/2010 K11 (SOHO-1862) 2010-05-30 z grupy Kreutza
- C/2010 L6 (SOHO-1864) 2010-06-01 z grupy Kreutza
- C/2010 L9 (SOHO-1868) 2010-06-07 z grupy Kreutza
- C/2010 L10 (SOHO-1869) 2010-06-08 z grupy Kreutza
- C/2010 L15 (SOHO-1874) 2010-06-12 z grupy Kreutza
- C/2010 L19 (SOHO-1878) 2010-06-15 z grupy Kreutza[11]
- C/2002 (SOHO-1906) 2002-02-23 z grupy Kreutza (a)
- C/2010 (SOHO-1891) 2010-07-18 z grupy Kreutza
- C/2010 (SOHO-1893) 2010-07-19 z grupy Kreutza
- C/2010 (SOHO-1895) 2010-07-23 z grupy Kreutza
- C/2010 (SOHO-1897) 2010-07-31 z grupy Kreutza
- C/2010 (SOHO-1898) 2010-08-03 z grupy Kreutza
- C/2010 (SOHO-1910) 2010-09-06 z grupy Kreutza
- C/2010 (SOHO-1911) 2010-09-06 z grupy Kreutza
- C/2010 (SOHO-1916) 2010-09-20 z grupy Kreutza
- C/2010 (SOHO-1918) 2010-09-21 z grupy Kreutza
- C/2010 (SOHO-1920) 2010-09-29 z grupy Kreutza
- C/2010 (SOHO-1923) 2010-10-02 z grupy Meyera
- C/2010 (SOHO-1929) 2010-10-17 z grupy Kreutza
- C/2010 (SOHO-1939) 2010-10-26 z grupy Kreutza
- C/2010 (SOHO-1940) 2010-10-31 z grupy Kreutza
- C/2010 (SOHO-1941) 2010-11-03 z grupy Kreutza
- C/2010 (SOHO-1942) 2010-11-04 z grupy Kreutza
- C/2010 (SOHO-1945) 2010-11-09 z grupy Kreutza
- C/2010 (SOHO-1947) 2010-11-11 z grupy Kreutza
- C/1999 (SOHO-1960) 2010-11-11 z grupy Kreutza (a)
- C/2010 (SOHO-1949) 2010-11-13 z grupy Kreutza
- C/2010 (SOHO-1954) 2010-11-17 z grupy Kreutza
- C/2010 (SOHO-1962) 2010-11-28 z grupy Kreutza
- C/2010 (SOHO-1964) 2010-12-03 z grupy Kreutza
- C/2010 (SOHO-1966) 2010-12-04 z grupy Kreutza
- C/2010 (SOHO-1973) 2010-12-09 z grupy Kreutza
- C/2010 (SOHO-1974) 2010-12-13 z grupy Kreutza
- C/2010 (SOHO-1987) 2010-12-17 z grupy Kreutza
- C/2010 (SOHO-1990) 2010-12-19 z grupy Kreutza
- C/2010 (SOHO-1992) 2010-12-20 z grupy Kreutza
- C/2010 (SOHO-1993) 2010-12-20 z grupy Kreutza
- C/2010 (SOHO-1999) 2010-12-26 z grupy Kreutza
- C/2010 (SOHO-2000) 2010-12-26 z grupy Kreutza
- C/2011 (SOHO-2012) 2011-01-19 z grupy Kreutza
- C/2011 (SOHO-2014) 2011-01-23 z grupy Kreutza
- C/2011 (SOHO-2016) 2011-01-24 z grupy Kreutza
- C/2011 (SOHO-2018) 2011-02-01 z grupy Kreutza[12]
- C/2011 (SOHO-2126) 2011-08-19 z grupy Kreutza
- C/2011 (SOHO-2143) 2011-09-30 z grupy Kreutza
- C/2011 (SOHO-2144) 2011-10-02 z grupy Kreutza
- C/2011 (SOHO-2149) 2011-10-12 z grupy Kreutza
- C/2011 (SOHO-2154) 2011-10-18 z grupy Kreutza
- C/2011 (SOHO-2155) 2011-10-21 z grupy Kreutza
- C/2011 (SOHO-2157) 2011-10-27 z grupy Kreutza
- C/2011 (SOHO-2161) 2011-10-30 z grupy Kreutza
- C/2011 (SOHO-2162) 2011-10-30 z grupy Kreutza
- C/2011 (SOHO-2187) 2011-12-01 z grupy Kreutza

- Szczegóły odkryć + komety X na stronie cometman.tk

(a)- odkrycia dokonane na zdjęciach archiwalnych z lat 1997–2002
– przez Eryka Banacha:
- C/2008 H6 (SOHO-1459) 2008-04-27 z grupy Kreutza II
- C/2008 U2 (SOHO-1544) 2008-10-16 z grupy Kreutza
- C/2008 W8 (SOHO-1571) 2008-11-26 z grupy Kreutza
- C/2008 W11 (SOHO-1574) 2008-11-29 z grupy Kreutza
- C/2008 X9 (SOHO-1578) 2008-12-03 z grupy Kreutza
- C/2009 E3 (SOHO-1619) 2009-03-07/8 z grupy Meyera (setna kometa należąca do grupy Meyera)
- C/2013 (SOHO-2502) 2013-05-07 z grupy Kreutza
- C/2013 (SOHO-2511) 2013-05-15 z grupy Kreutza
- C/2013 (SOHO-2531) 2013-06-06 z grupy Kreutza
- C/2023 (SOHO-4963) 2023-12-25 z grupy Kreutza[13]
- C/2024 (SOHO-4978) 2024-02-01 z grupy Kreutza[14]
- C/2024 (SOHO-4983) 2024-02-08 z grupy Kreutza[15]
- C/2024 (SOHO-4988) 2024-02-19 z grupy Kreutza[16]
- C/2024 (SOHO-5005) 2024-03-30 z grupy Kreutza[17]
- C/2024 (SOHO-5007) 2024-04-03 z grupy Kreutza[18]
- C/2024 (SOHO-5014) 2024-05-06 z grupy Kreutza[19]
- C/2024 (SOHO-5020) 2024-05-18 z grupy Kreutza[20]
- C/2024 (SOHO-5023) 2024-05-22 z grupy Marsdena[21]
- C/2024 (SOHO-5032) 2024-05-30 z grupy Kreutza[22]
- C/2024 (SOHO-5048) 2024-06-19 z grupy Kreutza[23]
- C/2024 (SOHO-5107) 2024-09-22 z grupy Meyera[24]
- C/2024 (SOHO-5114) 2024-10-12 z grupy Kreutza[25]
- C/2024 (SOHO-5126) 2024-11-03 z grupy Meyera[26]
- C/2024 (SOHO-5131) 2024-11-10 z grupy Kreutza[26]
- C/2024 (SOHO-5133) 2024-11-12 z grupy Kreutza[26]
- C/2024 (SOHO-5138) 2024-11-22 z grupy Kreutza[26]
- C/2024 (SOHO-5139) 2024-11-22 z grupy Kreutza[26]
- C/2024 (SOHO-5144) 2024-11-26 z grupy Kreutza[26]
- C/2024 (SOHO-5145) 2024-11-29 z grupy Kreutza[26]
- C/2024 (SOHO-5147) 2024-11-30 z grupy Kreutza[26]
- C/2024 (SOHO-5149) 2024-12-01 z grupy Kreutza[27]
- C/2024 (SOHO-5151) 2024-12-01 z grupy Kreutza[27]
- C/2024 (SOHO-5152) 2024-12-02 z grupy Kreutza[27]
- C/2024 (SOHO-5158) 2024-12-06 z grupy Kreutza[27]
- C/2024 (SOHO-5160) 2024-12-08 z grupy Kreutza[27]

– przez Marka Kałużnego:
- C/2009 C5 (SOHO-1610) 2009-02-11 z grupy Kreutza
- C/2009 J7 (SOHO-1644) 2009-05-06 z grupy Kreutza
- C/2010 (SOHO-1881) 2010-06-17 z grupy Kreutza
- C/2012 (SOHO-2258) 2012-04-03 z grupy Kreutza
- C/2012 (SOHO-2262) 2012-04-10 z grupy Kreutza

przez Rafała Reszelewskiego:
- C/2010 J11 (SOHO-1848) 2010-05-11 z grupy Kreutza II (odkryta przez najmłodszego uczestnika projektu)
- C/2011 (SOHO-2036) 2011-03-22 z grupy Kreutza
- C/2011 (SOHO-2165) 2011-11-01 z grupy Kreutza
- C/2011 (SOHO-2216) 2011-12-28 z grupy Kreutza

– przez Szymona Liwo:
- C/2011 (SOHO-2026) 2011-02-23 z grupy Kreutza[28][29][30]
- C/2011 (SOHO-2043) 2011-04-18 z grupy Meyera
- C/2011 (SOHO-2049) 2011-04-21 z grupy Kreutza
- C/2011 (SOHO-2066) 2011-05-14 z grupy Kreutza
- C/2011 (SOHO-2074) 2011-05-21 z grupy Kreutza
- C/2011 (SOHO-2098) 2011-06-15 z grupy Kreutza
- C/2011 (SOHO-2126) 2011-08-19 z grupy Kreutza[31]
- C/2011 (SOHO-2143) 2011-09-30 z grupy Kreutza[32][33][34][35]
- C/2011 (SOHO-2159) 2011-10-29 z grupy Kreutza[36][37]
- C/2011 (SOHO-2174) 2011-11-16 z grupy Kreutza
- C/2011 (SOHO-2182) 2011-11-25 NON-GROUP – nie należy do żadnej ze znanych grup komet SOHO
- C/2011 (SOHO-2187) 2011-12-01 z grupy Kreutza
- C/2011 (SOHO-2198) 2011-12-13 z grupy Kreutza[38]
- C/2011 (SOHO-2207) 2011-12-16 z grupy Kreutza
- C/2011 (SOHO-2210) 2011-12-20 z grupy Kreutza
- C/2012 (SOHO-2218) 2012-01-01 z grupy Kreutza
- C/2012 (SOHO-2219) 2012-01-01 z grupy Kreutza[39]
- C/2012 (SOHO-2226) 2012-01-26 z grupy Kreutza[40]
- C/2012 (SOHO-2227) 2012-01-26 z grupy Kreutza
- C/2012 (SOHO-2239) 2012-02-11 z grupy Meyera
- C/2012 (SOHO-2259) 2012-04-05 z grupy Meyera
- C/2012 (SOHO-2261) 2012-04-10 z grupy Marsdena
- C/2012 (SOHO-2274) 2012-04-22 z grupy Kreutza
- C/2012 (SOHO-2311) 2012-06-09 z grupy Kreutza
- C/2012 (SOHO-2352) 2012-08-20 z grupy Kreutza
- C/2012 (SOHO-2355) 2012-08-31 z grupy Meyera
- C/2012 (SOHO-2387) 2012-10-30 z grupy Kreutza[41]
- C/2012 (SOHO-2388) 2012-11-03 z grupy Kreutza
- C/2012 (SOHO-2394) 2012-11-14 z grupy Kreutza
- C/2012 (SOHO-2395) 2012-11-15 z grupy Kreutza
- C/2012 (SOHO-2399) 2012-11-18 z grupy Kreutza
- C/2012 (SOHO-2408) 2012-11-28 z grupy Kreutza
- C/2012 (SOHO-2411) 2012-12-03 z grupy Kreutza
- C/2012 (SOHO-2413) 2012-12-05 z grupy Kreutza
- C/2012 (SOHO-2424) 2012-12-18 z grupy Kreutza
- C/2012 (SOHO-2435) 2012-12-29 z grupy Kreutza
- C/2013 (SOHO-2454) 2013-02-01 NON-GROUP – nie należy do żadnej ze znanych grup komet SOHO
- C/2013 (SOHO-2459) 2013-02-16 z grupy Kreutza
- C/2013 (SOHO-2465) 2013-03-14 z grupy Kreutza[42]
- C/2013 (SOHO-2477) 2013-04-06 z grupy Kreutza
- C/2013 (SOHO-2485) 2013-04-12 z grupy Kreutza
- C/2013 (SOHO-2505) 2013-05-10 z grupy Kreutza
- C/2013 (SOHO-2507) 2013-05-11 z grupy Kreutza
- C/2013 (SOHO-2550) 2013-06-25 z grupy Kreutza
- C/2013 (SOHO-2597) 2013-10-07 z grupy Kreutza
- C/2013 (SOHO-2599) 2013-10-08 z grupy Kreutza
- C/2013 (SOHO-2603) 2013-10-12 z grupy Kreutza
- C/2013 (SOHO-2604) 2013-10-14 z grupy Meyera
- C/2013 (SOHO-2619) 2013-11-13 z grupy Kreutza
- C/2013 (SOHO-2620) 2013-11-13 z grupy Kreutza
- C/2013 (SOHO-2627) 2013-11-17 z grupy Kreutza
- C/2013 (SOHO-2634) 2013-11-25 z grupy Kreutza
- C/2013 (SOHO-2648) 2013-12-17 z grupy Kreutza
- C/2013 (SOHO-2656) 2013-12-24 z grupy Kreutza
- C/2013 (SOHO-2658) 2013-12-29 NON-GROUP – nie należy do żadnej ze znanych grup komet SOHO
- C/2013 (SOHO-2672) 2013-03-03 z grupy Kreutza
- C/2013 (SOHO-2678) 2013-03-25 z grupy Kreutza
- C/2013 (SOHO-2680) 2013-03-29 z grupy Kreutza
- C/2012 (SOHO-2706) 2012-02-15 z grupy Kreutza
- C/2014 (SOHO-2719) 2014-05-01 z grupy Kreutza
- C/2014 (SOHO-2740) 2014-05-25 z grupy Kreutza
- C/2014 (SOHO-2801) 2014-09-10 z grupy Kreutza
- C/2014 (SOHO-2806) 2014-09-24 z grupy Kreutza
- C/2014 (SOHO-2837) 2014-11-22 z grupy Kreutza
- C/2014 (SOHO-2849) 2014-12-09 z grupy Kreutza
- C/2014 (SOHO-2850) 2014-12-09 z grupy Kreutza
- C/2014 (SOHO-2856) 2014-12-14 z grupy Kreutza
- C/2015 (SOHO-2867) 2015-01-31 z grupy Kreutza
- C/2015 (SOHO-2873) 2015-02-14 z grupy Kreutza
- C/2015 (SOHO-2879) 2015-02-23 z grupy Kreutza
- C/2015 (SOHO-2886) 2015-03-05 z grupy Meyera
- C/2015 (SOHO-2887) 2015-03-05 z grupy Meyera
- C/2015 (SOHO-2897) 2015-03-28 z grupy Kreutza
- C/2015 F5 (SWAN-Xingming)[43]
- C/2015 (SOHO-2922) 2015-04-18 z grupy Meyera
- C/2015 (SOHO-2928) 2015-04-28 z grupy Kreutza
- C/2015 (SOHO-2997) 2015-09-02 z grupy Kreutza
- C/2014 (SOHO-3012) 2014-09-17 z grupy Kreutza
- C/2015 (SOHO-3063) 2015-12-01 z grupy Kreutza
- C/2015 (SOHO-3069) 2015-12-06 z grupy Kreutza
- C/2015 (SOHO-3077) 2015-12-16 z grupy Kreutza
- C/2015 (SOHO-3079) 2015-12-18 z grupy Kreutza
- C/2016 (SOHO-3111) 2016-04-04 z grupy Kreutza
- C/2016 (SOHO-3132) 2016-05-20 z grupy Kreutza[44]
- C/2016 (SOHO-3149) 2016-06-11 z grupy Kreutza
- C/2016 (SOHO-3206) 2016-10-04 z grupy Kreutza
- C/2016 (SOHO-3218) 2016-10-22 z grupy Kreutza
- C/2016 (SOHO-3228) 2016-11-07 z grupy Kreutza
- C/2016 (SOHO-3254) 2016-12-26 z grupy Kreutza
- C/2017 (SOHO-3278) 2017-03-04 z grupy Kreutza
- C/2017 (SOHO-3283) 2017-03-27 z grupy Kreutza
- C/2017 (SOHO-3313) 2017-04-30 z grupy Kreutza
- C/2017 (SOHO-3425) 2017-10-11 z grupy Kreutza
- C/2017 (SOHO-3432) 2017-10-21 z grupy Kreutza
- C/2017 (SOHO-3453) 2017-11-13 z grupy Kreutza
- C/2017 (SOHO-3457) 2017-11-15 z grupy Kreutza
- C/2017 (SOHO-3466) 2017-11-30 z grupy Kreutza
- C/2017 (SOHO-3478) 2017-12-19 z grupy Kreutza
- C/2018 (SOHO-3500) 2018-02-25 z grupy Kreutza
- C/2018 (SOHO-3504) 2018-03-12 z grupy Meyera
- C/2018 (SOHO-3530) 2018-05-08 z grupy Kreutza
- C/2019 (SOHO-3684) 2019-02-10 z grupy Kreutza
- C/2019 (SOHO-3698) 2019-03-27 z grupy Kreutza
- C/2019 (SOHO-3700) 2019-03-29 z grupy Meyera
- C/2019 (SOHO-3706) 2019-04-01 z grupy Kreutza
- C/2019 (SOHO-3817) 2019-08-23 z grupy Kreutza
- C/2019 (SOHO-3818) 2019-08-23 z grupy Kreutza
- C/2020 (SOHO-3923) 2019-04-04 z grupy Kreutza
- C/2020 (SOHO-4095) 2020-11-13 z grupy Kreutza
- C/2020 (SOHO-4096) 2020-11-14 z grupy Kreutza
- C/2021 (SOHO-4133) 2021-02-14 z grupy Kreutza
- C/2021 (SOHO-4150) 2021-03-28 z grupy Kreutza
- C/2021 (SOHO-4160) 2021-04-07 z grupy Kreutza
- C/2021 (SOHO-4161) 2021-04-08 z grupy Kreutza
- C/2021 (SOHO-4165) 2021-04-13 z grupy Kreutza
- C/2021 (SOHO-4171) 2021-04-18 z grupy Kreutza
- C/2021 (SOHO-4173) 2021-04-20 z grupy Kreutza
- C/2021 (SOHO-4175) 2021-04-21 z grupy Kreutza
- C/2021 (SOHO-4185) 2021-05-07 z grupy Kreutza[45]
- C/2021 (SOHO-4298) 2021-10-27 z grupy Kreutza
- C/2021 (SOHO-4302) 2021-11-03 z grupy Kreutza
- C/2021 (SOHO-4337) 2021-12-17 z grupy Kreutza

– przez Krzysztofa Kida:
- C/2012 (SOHO-2228) 2012-01-28 z grupy Kreutza
- C/2012 (SOHO-2240) 2012-02-14 z grupy Kreutza
- C/2012 (SOHO-2243) 2012-02-25 z grupy Kreutza
- C/2012 (SOHO-2247) 2012-02-29 z grupy Meyera
- C/2012 (SOHO-2250) 2012-03-12 z grupy Kreutza
- C/2012 (SOHO-2263) 2012-04-13 z grupy Marsdena
- C/2012 (SOHO-2265) 2012-04-15 z grupy Meyera
- C/2012 (SOHO-2290) 2012-05-17 z grupy Kreutza
- C/2012 (SOHO-2293) 2012-05-18 z grupy Kreutza
- C/2012 (SOHO-2305) 2012-06-06 z grupy Kreutza
- C/2012 (SOHO-2314) 2012-06-13 z grupy Kreutza
- C/2012 (SOHO-2318) 2012-06-23 z grupy Kreutza
- C/2012 (SOHO-2330) 2012-07-13 z grupy Kreutza
- C/2012 (SOHO-2372) 2012-10-03 z grupy Kreutza
- C/2012 (SOHO-2387) 2012-10-30 z grupy Kreutza
- C/2012 (SOHO-2389) 2012-11-08 z grupy Kreutza
- C/2012 (SOHO-2394) 2012-11-14 z grupy Kreutza
- C/2012 (SOHO-2396) 2012-11-16 z grupy Kreutza
- C/2012 (SOHO-2400) 2012-11-19 NON-GROUP – nie należy do żadnej ze znanych grup komet SOHO
- C/2012 (SOHO-2408) 2012-11-28 z grupy Kreutza
- C/2013 (SOHO-2463) 2013-03-13 z grupy Kreutza
- C/2013 (SOHO-2547) 2013-06-24 z grupy Kreutza
- C/2013 (SOHO-2548) 2013-06-24 z grupy Kreutza
- C/2017 (SOHO-3482) 2017-12-22 z grupy Kreutza
- C/2020 (SOHO-3912) 2020-03-10 z grupy Kreutza
- C/2020 (SOHO-3922) 2020-04-04 z grupy Kreutza
- C/2020 (SOHO-3929) 2020-04-17 z grupy Kreutza
- C/2020 (SOHO-3954) 2020-05-01 z grupy Kreutza[46]
- C/2020 (SOHO-4025) 2020-07-07 z grupy Kreutza

– przez Michała Biesiadę:
- C/2014 (SOHO-2831) 2014-11-17 z grupy Meyera[47]
- C/2015 (SOHO-2991) 2015-08-10 z grupy Meyera[48]
- C/2016 (SOHO-3092) 2016-01-19 z grupy Kreutza[49][50]
- C/2017 (SOHO-3277) 2017-03-02 z grupy Kreutza
- C/2020 (SOHO-3989) 2020-06-07 z grupy Kreutza
- C/2020 (SOHO-3991) 2020-06-08 z grupy Kreutza
- C/2020 (SOHO-3993) 2020-06-09 z grupy Kreutza
- C/2020 (SOHO-3994) 2020-06-09 z grupy Kreutza
- C/2020 (SOHO-3998) 2020-06-14 z grupy Kreutza[51]
- C/2020 (SOHO-4002) 2020-06-16 z grupy Kreutza
- C/2020 (SOHO-4004) 2020-06-16 z grupy Kreutza
- C/2020 (SOHO-4011) 2020-06-21 z grupy Kreutza
- C/2020 (SOHO-4022) 2020-07-04 z grupy Kreutza
- C/2020 (SOHO-4025) 2020-07-07 z grupy Kreutza
- C/2020 (SOHO-4026) 2020-07-09 z grupy Kreutza
- C/2020 (SOHO-4027) 2020-07-14 z grupy Kreutza
- C/2020 (SOHO-4050) 2020-08-11 z grupy Kreutza
- C/2020 (SOHO-4053) 2020-08-17 z grupy Kreutza
- C/2020 (SOHO-4066) 2020-09-16 z grupy Kreutza
- C/2020 (SOHO-XC96) 2020-10-31 z grupy Kreutza
- C/2020 (SOHO-4083) 2020-11-03 z grupy Kreutza
- C/2020 (SOHO-4085) 2020-11-05 z grupy Kreutza
- C/2020 (SOHO-4086) 2020-11-07 z grupy Kreutza
- C/2020 (SOHO-4087) 2020-11-07 z grupy Kreutza
- C/2020 (SOHO-4096) 2020-11-14 z grupy Kreutza
- C/2020 (SOHO-4097) 2020-11-15 z grupy Kreutza
- C/2021 (SOHO-4116) 2021-01-02 z grupy Kreutza
- C/2021 (SOHO-4154) 2021-03-06 z grupy Kreutza
- C/2021 (SOHO-4148) 2021-03-24 z grupy Kreutza
- C/2021 (SOHO-4192) 2021-05-14 NON-GROUP – nie należy do żadnej ze znanych grup komet SOHO[52]
- C/2021 (SOHO-4208) 2021-06-13 z grupy Kreutza[53]
- C/2021 (SOHO-4209) 2021-06-13 z grupy Kreutza[53]
- C/2021 (SOHO-4222) 2021-06-27 z grupy Kreutza[53]
- C/2021 (SOHO-4223) 2021-06-27 z grupy Kreutza[53]
- C/2021 (SOHO-4229) 2021-06-30 z grupy Kreutza[53]
- C/2021 (SOHO-4290) 2021-10-16 z grupy Kreutza[54]
- C/2021 (SOHO-4291) 2021-10-18 z grupy Kreutza[54]
- C/2021 (SOHO-4294) 2021-10-22 z grupy Kreutza[54]
- C/2022 (SOHO-4404) 2022-03-25 z grupy Kreutza[55]
- C/2023 (SOHO-4694) 2023-05-02 z grupy Kreutza[56]
- C/2024 (SOHO-4978) 2024-02-01 z grupy Kreutza[57]
- C/2024 (SOHO-5003) 2024-03-28 z grupy Meyera[58]

– przez Aleksandrę Sufę:
- C/2016 (SOHO-3158) 2016-06-20 z grupy Kreutza[59]

– przez Rafała Birosa:
- C/2020 (SOHO-4094) 2020-11-13 z grupy Kreutza[60]
- C/2021 (SOHO-4154) 2021-04-01 z grupy Meyera[61]
- C/2021 (SOHO-4199) 2021-06-03 z grupy Kreutza[62]
- C/2021 (SOHO-4219) 2021-06-26 z grupy Kreutza[62]
- C/2021 (SOHO-4224) 2021-06-27 z grupy Kreutza[62]
- C/2021 (SOHO-4227) 2021-06-28 z grupy Kreutza[62]
- C/2021 (SOHO-4228) 2021-06-29 z grupy Kreutza[62]
- C/2001 (SOHO-4244) 2001-04-19 z grupy Kreutza (a)[63]
- C/2006 (SOHO-4246) 2006-03-23 z grupy Kreutza[63]
- C/2019 (SOHO-4262) 2019-10-03 z grupy Kreutza[63]

## Odkryte na zdjęciach pochodzących z sond kosmicznychSTEREO
– przez Michała Kusiaka
- C/2009 O1 (STEREO-21) 2009-07-18 z grupy Kreutza